# Sippie Wallace
Sippie Wallace, (Houston, 1898. november 1. – Detroit, 1986. november 1.) amerikai bluesénekesnő, zongorista, orgonista, dalszerző. Sok számát ő maga vagy testvérei, George és Hersal Thomas írták. Zenésztársai voltak: Louis Armstrong, Johnny Dodds, Sidney Bechet, King Oliver és Clarence Williams. Korának legkiválóbb bluesénekesnői között Ma Rainey-vel, Ida Cox-szal, Alberta Hunterrel és Bessie Smith-szel gyakran együtt szerepelt.

## Pályafutása
Sippie Wallace zenészcsaládban született; Testvérei George W. Thomas zongorista, zenekarvezető és zeneszerző, valamint Hersal Thomas. Fiatal korában Wallace templomi énekesnő és orgonista volt.
1915-ben New Orleansba költözött és férjhez ment. 1923-ban Chicagóba költözött, ahol elkészítette első felvételeit (Sippie Wallace, The Texas Nightingale).
Az 1920-as években ő volt az egyik legnépszerűbb bluesénekesnő. 1923 és 1927 között több mint 40 dalt vett fel, melyek nagyrészét saját maga és testvérei írták. Olyan zenészekkel lépett fel, mint Louis Armstrong, Clarence Williams és King Oliver. Az 1930-as években nagyjából kiszállt a zeneiparból, és csak Detroit templomaiban lépett fel.
Az 1940-es években új felvételei készültek. 1966-ban − a blues újjáéledésékor − kiadta a „Sippie Wallace Sings the Blues” című albumot és ismét turnéra indult. Bonnie Raittet, aki akkor még diák volt, és annyira lenyűgözte az album, hogy felkereste Wallace-t. Az énekesnők összebarátkoztak; 1981-ben együtt vették fel a „Sippie” című albumot, amelyet 1983-ban Grammy-díjra jelöltek, 1984-ben pedig Handy-díjat nyert.
Sippie Wallace az 1980-as évekig lépett fel. Lemezeit Németországban is kiadták. Ott ismert lett az Axel Zwingenberger boogie-woogie zongoristával való együttműködéséről is. Zwingenberger neki ajánlotta a „Blues for Sippie Wallace” című kompozícióját. Fellépett többek között a németországi Barrelhouse Jazzbanddel is.
A születésnapján, 1986. november 1-jén hunyt el.

## Albumok
- 1924: Caldonia Blues
- 1926: Special Delivery Blues
- 1927: The Flood Blues
- 1929: I'm a Mighty Tight Woman
- 1945: Bedroom Blues
- 1966: Sippie Wallace Sings the Blues
- 1982: Sippie
- 1983: Axel Zwingenberger & The Friends of Boogie Woogie Vol. 1: Sippie Wallace
- 1986: Axel Zwingenberger & The Friends of Boogie Woogie Vol. 3: An Evening with Sippie Wallace
- 1995: Complete Recorded Works, Vol. 1 (1923–1925)
- 1995: Complete Recorded Works, Vol. 2 (1925–1945)

## Díjak
- 1984: Blues Music Awards
- 1993: Michigan Women's Hall of Fame
- 1993: Traditional Blues Female Artist
- 1982: Grammy-díj jelölés
- 2003: Blues Hall of Fame

## Fordítás
- Ez a szócikk részben vagy egészben  a   Sippie Wallace című német Wikipédia-szócikk ezen változatának fordításán alapul.  Az eredeti cikk szerkesztőit annak laptörténete sorolja fel. Ez a jelzés csupán a megfogalmazás eredetét és a szerzői jogokat jelzi, nem szolgál a cikkben szereplő információk forrásmegjelöléseként.